# Sojwe
Sojwe è un villaggio del Botswana situato nel distretto di Kweneng, sottodistretto di Kweneng East. Il villaggio, secondo il censimento del 2011, conta 3.983 abitanti.

## Località
Nel territorio del villaggio sono presenti le seguenti 8 località:
- Gamokao di 30 abitanti,
- Kwaladipala di 3 abitanti,
- Makgwarapana di 70 abitanti,
- Sethule di 46 abitanti,
- Setoto di 5 abitanti,
- Sholomo/Ditlharapeng di 21 abitanti,
- Thitotona di 18 abitanti,
- Thota-ya-Marula di 31 abitanti